# Мар’їно (сільське поселення село Високиничі)
Мар’їно (рос. Марьино) — присілок в Жуковському районі Калузької області Російської Федерації.
Населення становить 4 особи. Входить до складу муніципального утворення Село Високиничі.

## Історія
Від 2004 року входить до складу муніципального утворення Село Високиничі

## Населення
| 2002 | 2010 |
| ---- | ---- |
| 4    | →4   |